# Montauban-de-Bretagne
Montauban-de-Bretagne är en kommun i departementet Ille-et-Vilaine i regionen Bretagne i nordvästra Frankrike. Kommunen ligger i kantonen Montauban-de-Bretagne som tillhör arrondissementet Rennes. År 2022 hade Montauban-de-Bretagne 6 574 invånare.

## Befolkningsutveckling
Antalet invånare i kommunen Montauban-de-Bretagne
Referens:INSEE